# Band des Bundes

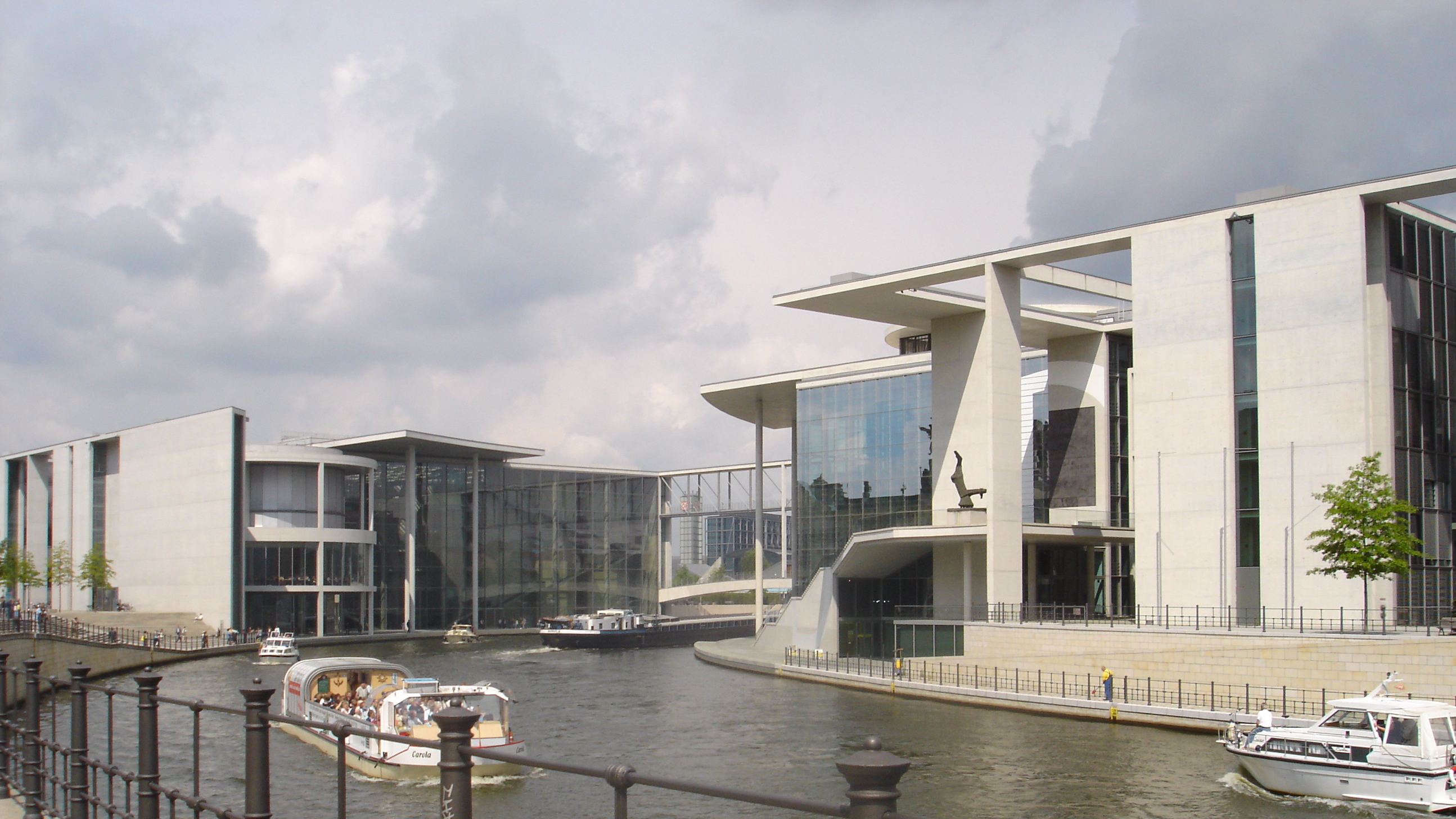
Les bâtiments du Bundestag de part et d'autre de la Spree : Paul-Löbe-Haus (à gauche) et Marie-Elisabeth-Lüders-Haus (à droite).

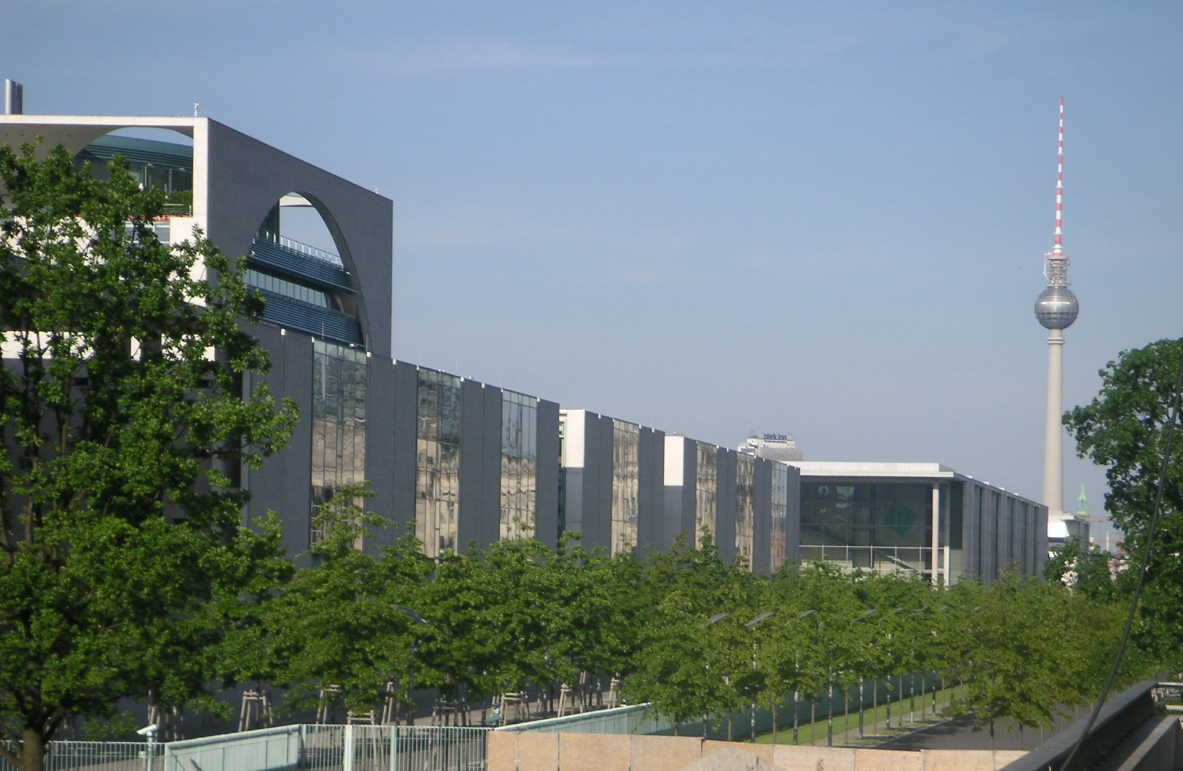
La Chancellerie fédérale (à gauche) et Paul-Löbe-Haus (au fond à droite).

Le Band des Bundes (en français : « Bande de la Fédération ») est un ensemble architectural situé à Berlin en Allemagne, regroupant sur une bande de terrain rectangulaire de 1,3 km sur 200 mètres situé sur le côté nord du palais du Reichstag, de part et d'autre de la Spree, des bâtiments dédiés aux services de Chancellerie fédérale et du Bundestag.
Ces édifices construits après 1990 dans le cadre du remodelage de la ville, à la suite de la réunification allemande, s'étalent dans un prolongement rectiligne d'ouest en est :
- Le Jardin du chancelier (le Kanzlergarten), situé sur la rive droite de la Spree, jardin à usage privé pour le chancelier fédéral, une passerelle (la Kanzlersteg) permet de franchir la rivière pour rejoindre sa résidence officielle ;
- Le Chancellerie fédérale (Bundeskanzleramt), situé sur la rive gauche de la Spree ;
- Le Stadtplatz, place séparant les bâtiments de chancellerie de ceux du Bundestag ;
- Le Paul-Löbe-Haus, accueille la salle des délibérations, les bureaux des députés du Bundestag, ainsi qu'un restaurant donnant sur la Spree, une passerelle (Mierscheid-Steg) permet de franchir de nouveau la rivière ;
- Le Marie-Elisabeth-Lüders-Haus, dédié à Marie Elisabeth Lüders, aussi au Bundestag.